# Балка Капустяна
Балка Капустяна (рос. Б.Капустяная) — балка (річка) в Україні у Великоновосілківському районі Донецької області. Ліва притока річки Ворони (басейн Дніпра).

## Опис
Довжина балки приблизно 4,83 км, найкоротша відстань між витоком і гирлом — 3,96 км, коефіцієнт звивистості річки — 1,22. Формується багатьма загатами. На деяких ділянках балка пересихає.

## Розташування
Бере початок на північно-західній стороні від села Зелене Поле. Спочатку тече переважно на північний захід через урочище Капустянку, а далі тече на північний схід через село Комишуваху і впадає в річку Ворону, ліву притоку річки Вовчої.

## Цікаві факти
- У XX столітті на балці у селі Комишуваха існувала газова свердловина[2].